# 15845 Bambi
15845 Bambi è un asteroide della fascia principale. Scoperto nel 1995, presenta un'orbita caratterizzata da un semiasse maggiore pari a 2,3418978 UA e da un'eccentricità di 0,1332938, inclinata di 7,59641° rispetto all'eclittica.
Il nome ricorda il protagonista del celebre film d'animazione del 1942.